# Sven-Åke Nilsson
Sven-Åke Nilsson (ur. 13 września 1951 w Malmö) – szwedzki kolarz szosowy, trzykrotny medalista mistrzostw świata.

## Kariera
Pierwszy sukces w karierze Sven-Åke Nilsson w 1973 roku, kiedy wspólnie z Tordem Filipssonem, Lennartem Fagerlundem i Leifem Hanssonem zdobył brązowy medal w drużynowej jeździe na czas na mistrzostwach świata w Barcelonie. Na rozgrywanych rok później mistrzostwach świata w Montrealu w tej samej konkurencji reprezentacja Szwecji w składzie: Tord Filipsson, Lennart Fagerlund, Bernt Johansson i Sven-Åke Nilsson zdobyła złoty medal. Nilsson zdobył też srebrny medal w wyścigu ze startu wspólnego amatorów podczas mistrzostw świata w Yvoir w 1975 roku. W zawodach tych wyprzedził go jedynie Holender André Gevers, a trzecie miejsce zajął Włoch Roberto Ceruti. Ponadto wygrał między innymi Tour d'Algérie w 1975 roku, Tour de l’Avenir w 1976 roku, Tour de Corse w 1979 roku, Setmana Catalana de Ciclisme w 1981 roku oraz Grand Prix d'Isbergues w 1982 roku. W 1982 roku zajął trzecie miejsce w klasyfikacji generalnej Vuelta a España, wygrywając przy tym jeden etap. Pięciokrotnie startował w Tour de France, zajmując między innymi siódme miejsce w 1980 roku i ósme rok później. Dwukrotnie startował w Giro d’Italia, najlepszy wynik osiągając w 1983 roku, kiedy zajął 27. miejsce. W 1972 roku brał udział w igrzyskach olimpijskich w Monachium, zajmując 44. miejsce w wyścigu ze startu wspólnego oraz szóste w drużynowej jeździe na czas. Podczas rozgrywanych cztery lata później igrzysk w Montrealu zajął odpowiednio 29. i 7. miejsce. Jako zawodowiec startował w latach 1977-1984.